# Lepidagathis macgregorii
Lepidagathis macgregorii är en akantusväxtart som beskrevs av Merrill. Lepidagathis macgregorii ingår i släktet Lepidagathis och familjen akantusväxter. Inga underarter finns listade i Catalogue of Life.